# Mistrzostwa Świata w Wioślarstwie 2022
Mistrzostwa Świata w Wioślarstwie odbyły się między 18 a 25 września 2022 w Račicach w Czechch. Mistrzostwa zostały rozegrane na obiekcie  Labe Aréna Račice. Zawody corocznie organizowane są przez Międzynarodową Federację Wioślarską.

## Medaliści i medalistki
Mężczyźni
| Konkurencja | Złoto | Czas    | Srebro | Czas    | Brąz | Czas    |
| ----------- | --- | ------- | --- | ------- | --- | ------- |
| M1x         | Oliver Zeidler | 6:48,67 | Melvin Twellaar | 6:50,12 | Graeme Thomas | 6:51,44 |
| M2x         | Francja Hugo Boucheron · Matthieu Androdias | 6:09,34 | Hiszpania Aleix García · Rodrigo Conde | 6:10,52 | Australia David Bartholot · Caleb Antill | 6:11,92 |
| M4x         | Polska Dominik Czaja · Mateusz Biskup · Mirosław Ziętarski · Fabian Barański                                                                                        | 5:40,08 | Wielka Brytania Harry Leask · George Bourne · Matthew Haywood · Tom Barras                                                                                               | 5:40,97 | Włochy Nicolò Carucci · Andrea Panizza · Luca Chiumento · Giacomo Gentili                                                                                | 5:42,14 |
| M2-         | Rumunia Marius Cozmiuc · Sergiu Bejan | 6:28,06 | Hiszpania Jaime Canalejo · Javier García | 6:29,27 | Wielka Brytania Oliver Wynne-Griffith · Tom George | 6:30,86 |
| M4-         | Wielka Brytania William Stewart · Sam Nunn · David Ambler · Freddie Davidson                                                                                        | 5:48,29 | Australia Alexander Purnell · Spencer Turrin · Jack Hargreaves · Joseph O'Brien                                                                                          | 5:50,48 | Holandia Ralf Rienks · Ruben Knab · Sander de Graaf · Rik Rienks                                                                                         | 5:51,85 |
| M8+         | Wielka Brytania Rory Gibbs · Morgan Bolding · David Bewicke-Copley · Sholto Carnegie · Charles Elwes · Thomas Digby · James Rudkin · Thomas Ford · Harry Brightmore | 5:24,41 | Holandia Niki van Sprang · Lennart van Lierop · Abe Wiersma · Jacob van de Kerkhof · Michiel Mantel · Mick Makker · Guus Mollee · Guillaume Krommenhoek · Dieuwke Fetter | 5:25,52 | Australia Rohan Lavery · Nicholas Lavery · Henry Youl · Ben Canham · Angus Widdicombe · Sam Hardy · William O'Shannessy · Jackson Kench · Kendall Brodie | 5:27,72 |
| LM1x        | Gabriel Soares | 7:03,40 | Antonios Papakonstantinou | 7:05,42 | Rajko Hrvat | 7:08,66 |
| LM2x        | Irlandia Fintan McCarthy · Paul O'Donovan | 6:16,46 | Włochy Pietro Ruta · Stefano Oppo | 6:19,11 | Ukraina Stanislav Kovalov · Ihor Khmara | 6:19,53 |
| LM4x        | Włochy Antonio Vicino · Alessandro Benzoni · Niels Torre · Patrick Rocek                                                                                            | 5:56,66 | Chiny Sun Man · Chen Sensen · Jiang Xuke · Ma Yule | 5:59,27 | Niemcy Johannes Ursprung · Simon Klüter · Fabio Kress · Joachim Agne                                                                                     | 5:59,47 |
| LM2-        | Włochy Alessandro Durante · Giovanni Ficarra | 6:47,69 | Węgry Bence Szabó · Kálmán Furkó | 6:51,49 | Czechy Jiří Kopáč · Milan Viktora | 6:51,64 |

### Kobiety
| Konkurencja | Złoto | Czas    | Srebro | Czas          | Brąz | Czas          |
| ----------- | --- | ------- | --- | ------------- | --- | ------------- |
| W1x         | Karolien Florijn | 7:31,66 | Emma Twigg | 7:34,03       | Tara Rigney | 7:36,96       |
| W2x         | Rumunia Ancuța Bodnar · Simona Radiș | 6:47,77 | Holandia Roos de Jong · Laila Youssifou | 6:51,02       | Irlandia Sanita Pušpure · Zoe Hyde | 6:52,81       |
| W4x         | Chiny Chen Yunxia · Zhang Ling · Lü Yang · Cui Xiaotong | 6:17,49 | Holandia Nika Johanna Vos · Tessa Dullemans · Ilse Kolkman · Bente Paulis                                                                                                 | 6:18,68       | Wielka Brytania Jessica Leyden · Lola Anderson · Georgina Brayshaw · Lucy Glover                                                                                    | 6:21,05       |
| W2-         | Nowa Zelandia Grace Prendergast · Kerri Williams | 7:03,76 | Holandia Ymkje Clevering · Veronique Meester | 7:06,02       | Stany Zjednoczone Madeleine Wanamaker · Claire Collins | 7:08,03       |
| W4-         | Wielka Brytania Heidi Long · Rowan McKellar · Samantha Redgrave · Rebecca Shorten                                                                                               | 6:26,40 | Holandia Marloes Oldenburg · Benthe Boonstra · Hermine Catherine Drenth · Tinka Offereins                                                                                 | 6:28,62       | Australia Lucy Stephan · Katrina Werry · Bronwyn Cox · Annabelle McIntyre                                                                                           | 6:29,29       |
| W8+         | Rumunia Maria-Magdalena Rusu · Iuliana Buhuș · Adriana Ailincăi · Maria Tivodariu · Mădălina Bereș · Amalia Bereș · Ioana Vrînceanu · Simona Radiș · Victoria-Ștefania Petreanu | 6:01,14 | Holandia Benthe Boonstra · Laila Youssifou · Hermine Drenth · Marloes Oldenburg · Roos de Jong · Tinka Offereins · Ymkje Clevering · Veronique Meester · Aniek van Veenen | 6:05,04       | Kanada Jessica Sevick · Gabrielle Smith · Morgan Rosts · Kirsten Edwards · Alexis Cronk · Kasia Gruchalla-Wesierski · Avalon Wasteneys · Sydney Payne · Kristen Kit | 6:07,51       |
| LW1x        | Ionela-Livia Cozmiuc | 7:42,59 | Martine Veldhuis | 7:44,48       | Jackie Kiddle | 7:44,98       |
| LW2x        | Wielka Brytania Emily Craig · Imogen Grant | 6:54,78 | Stany Zjednoczone Mary Reckford · Michelle Sechser | 6:57,92       | Irlandia Aoife Casey · Margaret Cremen | 7:00,62       |
| LW4x        | Włochy Ilaria Corazza · Giulia Mignemi · Silvia Crosio · Arianna Noseda | 6:38,14 | Nie przyznano | Nie przyznano | Nie przyznano | Nie przyznano |
| LW2-        | Włochy Maria Zerboni · Samantha Premerl | 7:38,19 | Stany Zjednoczone Solveig Imsdahl · Elaine Tierney | 7:43,84       | Niemcy Sophia Wolf · Eva Hohoff | 7:54,97       |

## Tabela medalowa[4]
*   Gospodarz ( Czechy)
| Miejsce | Reprezentacja     | Złoto | Srebro | Brąz | Razem |
| ------- | ----------------- | ----- | ------ | ---- | ----- |
| 1       | Włochy            | 5     | 3      | 1    | 9     |
| 2       | Wielka Brytania   | 5     | 1      | 4    | 10    |
| 3       | Rumunia           | 4     | 0      | 0    | 4     |
| 4       | Holandia          | 2     | 8      | 1    | 11    |
| 5       | Francja           | 2     | 1      | 2    | 5     |
| 6       | Ukraina           | 2     | 0      | 5    | 7     |
| 7       | Irlandia          | 2     | 0      | 2    | 4     |
| 8       | Niemcy            | 1     | 1      | 3    | 5     |
| 9       | Nowa Zelandia     | 1     | 1      | 1    | 3     |
| 10      | Chiny             | 1     | 1      | 0    | 2     |
| 10      | Polska            | 1     | 1      | 0    | 2     |
| 12      | Norwegia          | 1     | 0      | 0    | 1     |
| 13      | Australia         | 0     | 4      | 4    | 8     |
| 14      | Stany Zjednoczone | 0     | 2      | 1    | 3     |
| 15      | Hiszpania         | 0     | 2      | 0    | 2     |
| 16      | Węgry             | 0     | 1      | 0    | 1     |
| 16      | Brazylia          | 0     | 1      | 0    | 1     |
| 16      | Grecja            | 0     | 1      | 0    | 1     |
| 19      | Słowenia          | 0     | 0      | 1    | 1     |
| 19      | Kanada            | 0     | 0      | 1    | 1     |
| 19      | Czechy*           | 0     | 0      | 1    | 1     |
| Razem   | Razem             | 27    | 28     | 27   | 82    |